# Szent Bőd
Szent Bőd (latinul: Buldus, Buldi, Budli) (* ? – † 1046, Pest) Eger vértanú püspöke volt. 1046-ban Szent Gellérttel, Szent Beszteréd nyitrai és Szent Beneta veszprémi püspökkel együtt szenvedett vértanúhalált: megkövezték és ledöfték. Tiszteletük a középkorban Gellérthez hasonlóan elterjedt volt. Ünnepük november 14.
A krakkói Isteni Irgalmasság bazilika magyar kápolnájában található mozaikképen az ő alakját is megörökítették.

### Külső hivatkozások
- Szent Bődöt ábrázoló metszet[halott link]

| Előde: nem volt | Erdélyi katolikus püspök 1009–1046 | Utóda: nem ismert |